# Дычков, Сергей Сергеевич
Сергей Сергеевич Дычков (род. 8 августа 1976, Рогачёв, Гомельская область, БССР) — белорусский боксёр, мастер спорта Республики Беларусь международного класса. Участник Олимпийских игр 1996 года в Атланте. Серебряный призёр чемпионата Европы 1998 года.

## Биография
Родился 8 августа 1976 года в городе Рогачёв. После окончания спортивной карьеры Сергей отказался заниматься тренерской деятельностью, работает грузчиком в ЦУМе.

## Спортивная биография
В 1994 году на чемпионате мира среди юниоров в Стамбуле выиграл серебряную медаль. В 1998 года на чемпионате Европы в Минске занял второе место, проиграв в финале итальянцу Джакоббе Фрагомени.